# Ольденбург Сергій Федорович
Ольденбург Сергій Федорович (14 (26)вересня 1863, село Бянкіно, нині Нерчинський район, Забайкальський край — 28 лютого 1934, Ленінград)— російський і радянський сходознавець, один із засновників російської індологічної школи, академік Російської академії наук (1903) і Академії наук СРСР, академік Всеукраїнської академії наук (1925), неодмінний секретар Академії наук у 1904—1929 роках, член РБО. Один з лідерів партії кадетів, член Державної ради (1912—1917), міністр народної освіти Тимчасового уряду (1917).

## Біографія

### Сім'я
Сергій Ольденбург походив з старовинного мекленбургського дворянського роду.

### Освіта
Закінчив із золотою медаллю першу Варшавську гімназію (1881), факультет східних мов Санкт-Петербурзького університету (1885). Магістр санскритської словесності. Член гуртка «Братства», який об'єднав молодих інтелектуалів Петербурзького університету. У 1887—1889 роках працював в бібліотеках Парижа, Лондона і Кембриджа, головним чином, над буддійськими рукописами.

## Науково-педагогічна діяльність
З 1889 року — приват-доцент факультету східних мов Санкт-Петербурзького університету, викладав санскрит на історико-філологічному факультеті. З 1 січня 1897 року — професор. У 1899 році покинув університет на знак солідарності зі звільненими опозиційно налаштованими викладачами. Основна тематика його наукових праць — релігія, поезія і мистецтво, старовини і історія Індії, перська і західні літератури, питання етнографії та історії сходознавства. У 1897 році заснував міжнародну серію «Bibliotheca Buddhica. Зібрання оригінальних і перекладних буддійських текстів». До своєї смерті редагував це видання, в рамках якого до 1937 році вийшло 30 томів у більш ніж 100 випусках. У книгах серії були опубліковані тексти, що належать до традиції «північного буддизму», на санскриті, китайською, тибетською і монгольською мовами з введеннями і науковим апаратом переважно англійською, французькою та німецькою мовами.

### Робота в Академії наук до 1917 року
З 5 (17) лютого 1900 року — ад'юнкт з літератури та історії азійських народів Імператорської Академії наук, з 19 квітня (2 травня) 1903 року — екстраординарний академік, з 1 (14) листопада 1908 року — ординарний академік. В 1904—1929 роках — неодмінний секретар Академії наук. У 1909—1910 і 1914—1915 роках керував археологічними експедиціями в Східному Туркестані. З 1916 року був директором Азійського музею.

## Праці
1. Буддійські легенди. Частина I. Bhadrakalpavadana Jatakamala. СПб., 1894.
2. Буддійське мистецтво в Індії. СПб., 1901. (Вісті Імператорської академії наук; лютий. Т. 14. № 2).
3. Європа в сутінках на згарищі війни. Враження від поїздки у Німеччину, Англію і Францію влітку 1923 р. Пг., 1924.
4. Життя Будди, індійського Вчителя Життя: п'ять лекцій з буддизму М., 2010. Агні[4]